# Mistrovství Evropy v atletice 1934

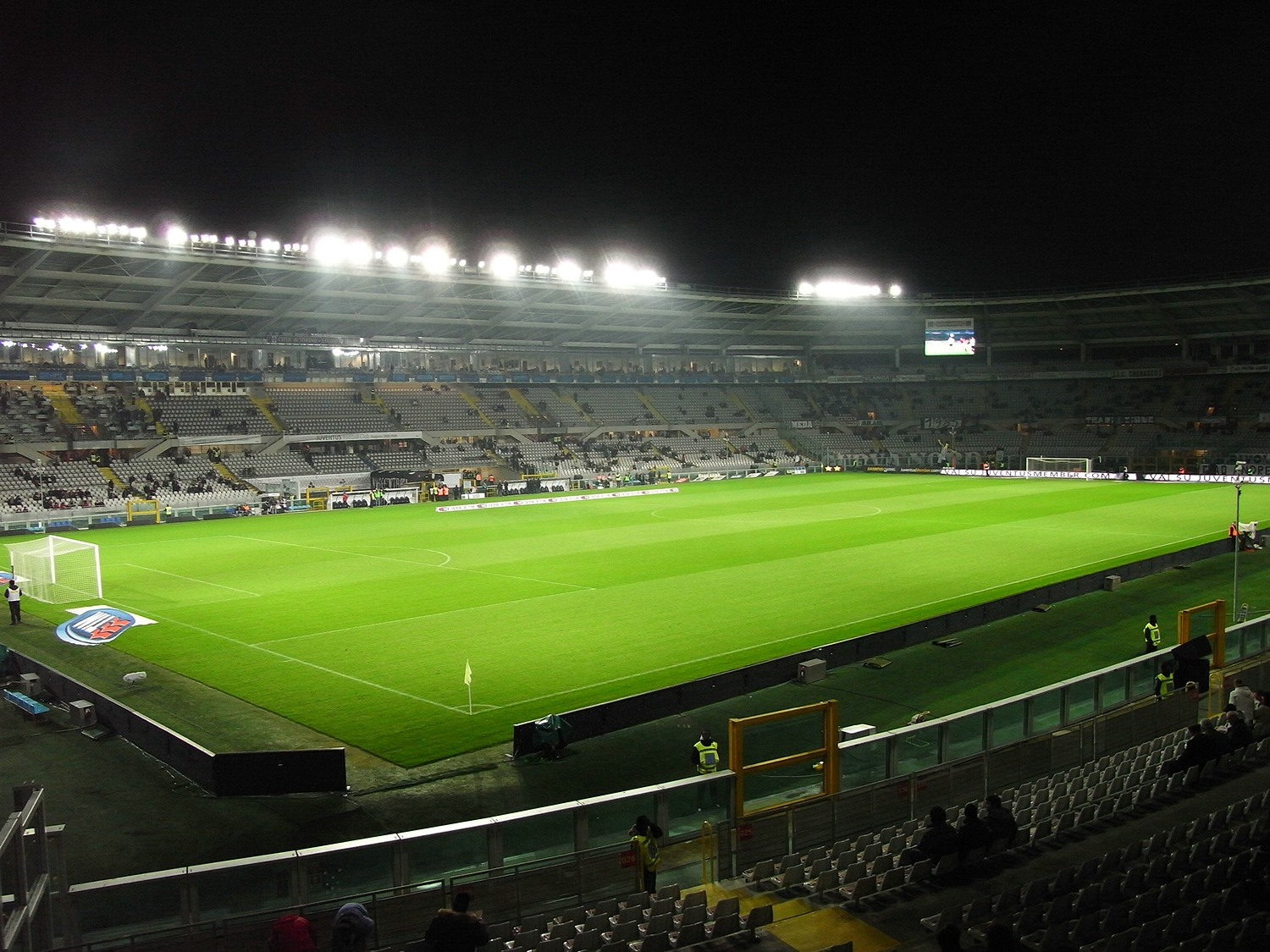
Stadio Olimpico di Torino (2008)

1. mistrovství Evropy v atletice se uskutečnilo ve dnech 7. – 9. září 1934 v italském Turíně, na stadionu Stadio Olimpico (tehdy Stadio Benito Mussolini). V rámci prvého ročníku probíhaly pouze soutěže mužů, kteří měli na programu 22 disciplín.
Nejlepším výkonem šampionátu byl světový rekord v hodu oštěpem Fina Matti Järvinena, jehož hodnota byla 76,66 metru.

## Medailisté

### Muži
| Soutěž            | Zlato                                                                                  | Stříbro                                                                       | Bronz                                                                            |
| ----------------- | -------------------------------------------------------------------------------------- | ----------------------------------------------------------------------------- | -------------------------------------------------------------------------------- |
| 100 m             | Christiaan Berger 10,6                                                                 | Erich Borchmeyer 10,7                                                         | József Sir 10,7                                                                  |
| 200 m             | Christiaan Berger 21,5                                                                 | József Sir 21,5                                                               | Martinus Osendarp 21,6                                                           |
| 400 m             | Adolf Metzner 47,9                                                                     | Pierre Skawinski 48,0                                                         | Bertil von Wachenfeldt 48,0                                                      |
| 800 m             | Miklós Szabó 1:52,0                                                                    | Mario Lanzi 1:52,0                                                            | Wolfgang Dessecker 1:52,2                                                        |
| 1500 m            | Luigi Beccali 3:54,6                                                                   | Miklós Szabó 3:55,2                                                           | Roger Normand 3:57,0                                                             |
| 5000 m            | Roger Rochard 14:36,8                                                                  | Janusz Kusociński 14:41,2                                                     | Ilmari Salminen 14:43,6                                                          |
| 10 000 m          | Ilmari Salminen 31:02,6                                                                | Arvo Askola 31:03,3                                                           | Henry Nielsen 31:27,4                                                            |
| Maraton           | Armas Toivonen 2.52:29                                                                 | Thore Enochsson 2.54:35                                                       | Aurelie Genghini 2.55:03                                                         |
| 110 m překážek    | József Kovács 14,8                                                                     | Erwin Wagner 14,9                                                             | Holger Albrechtsen 15,0                                                          |
| 400 m překážek    | Hans Scheele 53,2                                                                      | Akilles Järvinen 53,7                                                         | Christos Mantikas 54,9                                                           |
| Štafeta 4 × 100 m | Nacistické Německo 41,0 Egon Schein Erwin Gillmeister Gerd Hornberger Erich Borchmeyer | Maďarské království 41,4 László Forgács József Kovács József Sir Gyula Gyenes | Nizozemsko 41,6 Martinus Osendarp Tjeerd Boersma Robert Jansen Christiaan Berger |
| Štafeta 4 × 400 m | Nacistické Německo 3:14,1 Helmut Hamann Hans Scheele Harry Voigt Adolf Metzner         | Francie 3:15,6 Robert Paul Serge Guillez Raymond Boisset Pierre Skawinski     | Švédsko 3:16,6 Sven Strömberg Pelle Pihl Gustaf Eriksson Bertil von Wachenfeldt  |
| Chůze na 50 km    | Jânis Dalinš 4.49:53                                                                   | Arthur Schwab 4.53:08                                                         | Ettore Rivolta 4.54:05                                                           |
| Skok do výšky     | Kalevi Kotkas 2,00 m                                                                   | Birger Halvorsen 1,97 m                                                       | Veikko Peräsalo 1,97 m                                                           |
| Skok o tyči       | Gustav Wegner 4,00 m                                                                   | Bo Ljungberg 4,00 m                                                           | John Lindroth 3,90 m                                                             |
| Skok daleký       | Wilhelm Leichum 7,45 m                                                                 | Otto Berg 7,31 m                                                              | Luz Long 7,25 m                                                                  |
| Trojskok          | Willem Peters 14,89 m                                                                  | Eric Svensson 14,83 m                                                         | Onni Rajasaari 14,74 m                                                           |
| Vrh koulí         | Arnold Viiding 15,19 m                                                                 | Risto Kuntsi 15,19 m                                                          | František Douda 15,18 m                                                          |
| Hod diskem        | Harald Andersson 50,38 m                                                               | Paul Winter 47,09 m                                                           | István Donogan 45,91 m                                                           |
| Hod kladivem      | Ville Pörhölä 50,34 m                                                                  | Fernando Vandelli 48,69 m                                                     | Gunnar Jansson 47,85 m                                                           |
| Hod oštěpem       | Matti Järvinen 76,66 m                                                                 | Matti Sippala 69,97 m                                                         | Gustav Sule 69,31 m                                                              |
| Desetiboj         | Hans-Heinrich Sievert 8 103 bodů                                                       | Leif Dahlgren 7 770 bodů                                                      | Jerzy Plawczyk 7 552 bodů                                                        |

## Medailové pořadí
| Umístění | Stát                | Zlato | Stříbro | Bronz | Celkem |
| -------- | ------------------- | ----- | ------- | ----- | ------ |
| 1.       | Nacistické Německo  | 7     | 2       | 2     | 11     |
| 2.       | Finsko              | 5     | 4       | 4     | 13     |
| 3.       | Nizozemsko          | 3     | 0       | 2     | 5      |
| 4.       | Maďarské království | 2     | 3       | 2     | 7      |
| 5.       | Švédsko             | 1     | 4       | 3     | 8      |
| 6.       | Francie             | 1     | 3       | 1     | 5      |
| 7.       | Italské království  | 1     | 2       | 2     | 5      |
| 8.       | Estonsko            | 1     | 0       | 1     | 2      |
| 9.       | Lotyšsko            | 1     | 0       | 0     | 1      |
| 10.      | Norsko              | 0     | 2       | 1     | 3      |
| 11.      | Polsko              | 0     | 1       | 1     | 2      |
| 12.      | Švýcarsko           | 0     | 1       | 0     | 1      |
| 13.      | Československo      | 0     | 0       | 1     | 1      |
| 13.      | Dánsko              | 0     | 0       | 1     | 1      |
| 13.      | Řecké království    | 0     | 0       | 1     | 1      |